# 189188 Floraliën
189188 Floraliën è un asteroide della fascia principale. Scoperto nel 2003, presenta un'orbita caratterizzata da un semiasse maggiore pari a 2,6654347 UA e da un'eccentricità di 0,2492923, inclinata di 28,01163° rispetto all'eclittica.